# Bolbodium
Bolbodium es un género de foraminífero bentónico de estatus incierto, aunque considerado un sinónimo posterior de Sphaeroidina de la familia Sphaeroidinidae, de la superfamilia Discorboidea, del suborden Rotaliina y del orden Rotaliida. Su especie tipo era Bolbodium sphaerula. Su rango cronoestratigráfico abarcaba el Holoceno.

## Clasificación
Bolbodium incluía a la siguiente especie:
- Bolbodium sphaerula